# Angyalföld

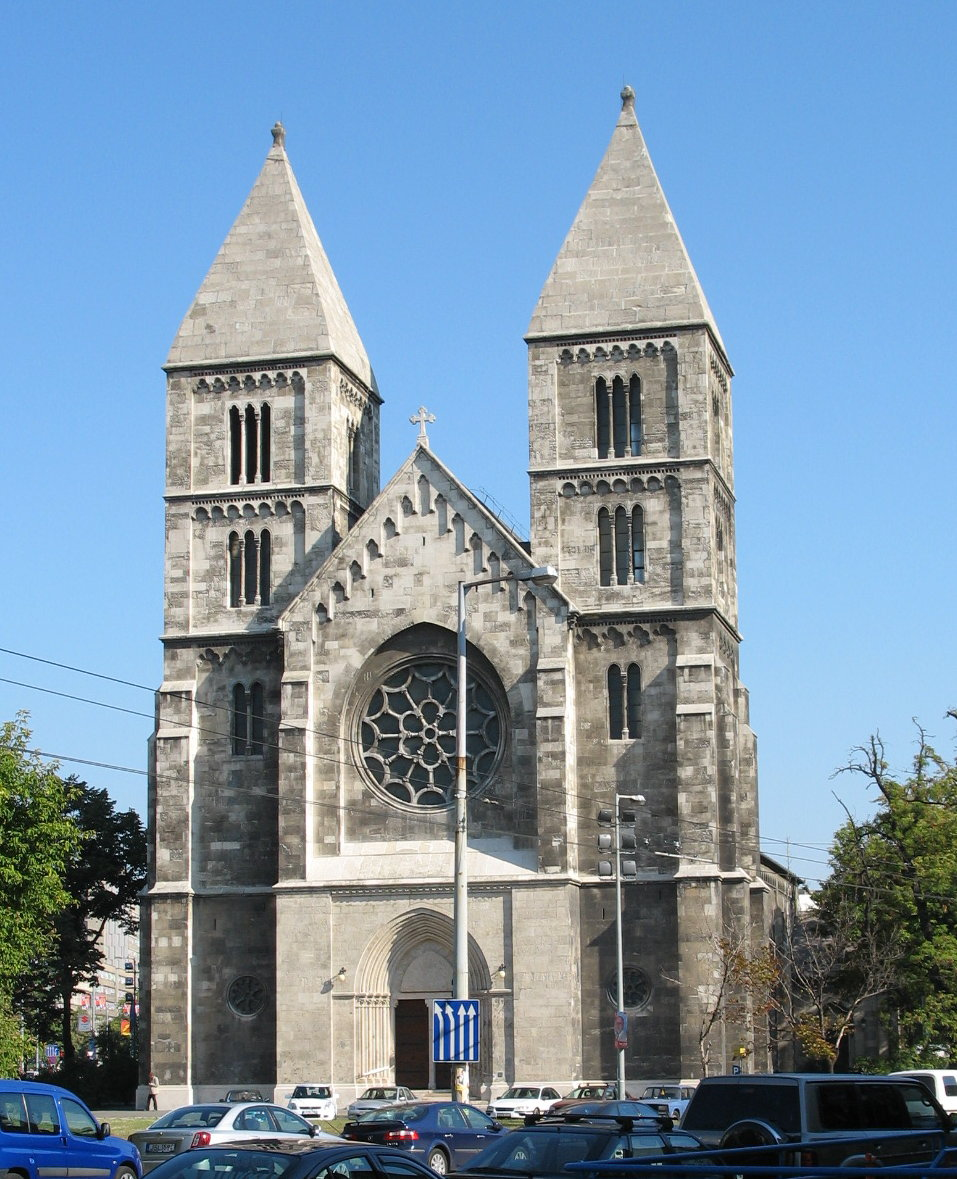
Kerk in Angyalföld

Angyalföld (Duits: Engelsfeld; letterlijk "engelenveld") is een wijk in Boedapest, Hongarije. Administratief behoort het tot District 13. Angyalföld staat bekend als arbeiderswijk. Aan de armoedige leefomstandigheden is na de Tweede Wereldoorlog veel verbeterd door de bouw van flats en modernisering van woongebouwen.

## Locatie
Angyalföld ligt in het noorden van Pest, tussen de Donau en de spoorweg.

## Naam
De originele Duitse naam van de wijk luidt Englesfeld. Deze naam komt voor het eerst voor in de volksregisters van de wijk Terézváros in 1830. Naamgever van de wijk is vermoedelijk Stefan Engl. Deze wijnboer uit Tirol was grondbezitter. Zijn landerijen droegen vermoedelijk de naam Englesfeld. Angyalföld is de letterlijke vertaling van deze Duitse benaming. Tot 1990 bestond de wijk uit drie buurten: Erdőtelkek, Felsőbikarét en Lőportárdűlő. De drie buurten zijn in 1990 tot één administratieve eenheid samengevoegd. 